# Bukovce
Bukovce é um município da Eslováquia, situado no distrito de Stropkov, na região de Prešov. Tem 11,06 km² de área e sua população em 2018 foi estimada em 529 habitantes.

## Demografia
| Ano:        | 1994 | 2004    | 2014   | 2024   |
| ----------- | ---- | ------- | ------ | ------ |
| Broj ljudi: | 489  | 562     | 535    | 554    |
| Razlika:    |      | +14,92% | -4,80% | +3,55% |

| Ano:               | 2023 | 2024   |
| ------------------ | ---- | ------ |
| Número de pessoas: | 550  | 554    |
| Diferença:         |      | +0,72% |